# Fouille (bâtiment)
Pour les articles homonymes, voir Fouille (homonymie).
Dans le domaine du bâtiment, une fouille est un creusement réalisé dans le sol, en général après décapage de la terre végétale. Elle fait partie des travaux de terrassement et destinée à être remplie par le béton des semelles de fondation.
Les fouilles sont destinées aux applications suivantes : 
- Réalisation des fondations ;
- Dégagement des volumes des sous-sols ;
- Pose des canalisations.

## Types de fouilles
On compte plusieurs types de fouilles dont :
- Fouilles en rigole : Elles sont destinées à recevoir les semelles filantes de fondations, leur profondeur n'excède pas un mètre et leur largeur deux mètres.

- Fouilles en tranchées : Leur profondeur est supérieure à un mètre et leur largeur n'excède pas deux mètres.

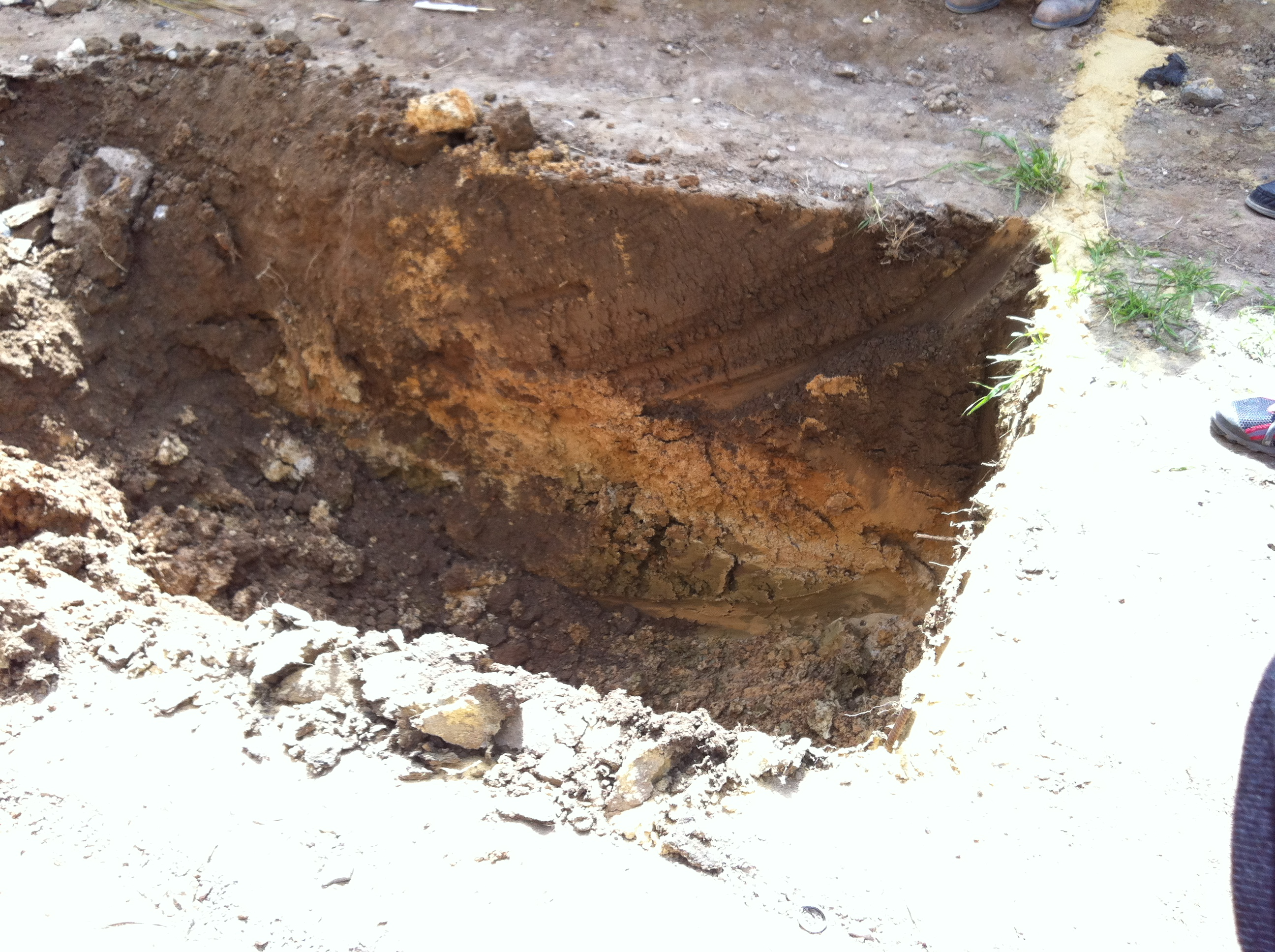
Fouille en tranchée

- Fouilles en excavation : Elles ont une largeur de plus de deux mètres mais leur profondeur ne dépasse pas la moitié de la largeur.

- Fouilles en puits : C'est dans le cas où la plus grande dimension horizontale d'un puits est inférieure à 1,20 m, cette dimension est mesurée entre les faces intérieures opposées des étais et blindages. Pour des raisons de sécurité, il est interdit qu'on descende au fond de la fouille au cours de son exécution.
- Fouilles en pieux  : est utilisée lors d'un sol bon très profond afin de récupérer des charges ponctuelles généralement. On peut aussi coupler les pieux avec des longrines afin de répartir les charges du bâtiment sur une surface plus grande, et aussi afin de limiter les effets de tassements.
- Fouilles en pleine masse : exécutée sur la totalité de la surface d’emprise d’une construction, par ex pour encaisser un sous-sol. Dans ce cas, le terrassement est descendu jusqu’au niveau de la sous-face du dallage du dernier sous-sol.

## Terrassement
Le terrassement est une préparation du sol : la première opération consiste à débarrasser le terrain de tous les arbres, herbes et toutes les terres végétales qui l'occupent et a ménager un plan de base de départ pour l'exécution des fouilles.
Très rares sont les cas où le terrain naturel est quasi plat et où on peut encore utiliser de la pelle ou de la pioche pour enlever la couche de la terre végétale. 
La plupart du temps, on a recours aux engins mécaniques, même pour les simples maisons d'habitation, le travail à la main provoquerait des inégalités du terrain.
Lors du terrassement on exécute des opérations de :
- Nivellement : est l'ensemble des actions d'aplanir le terrain, généralement on utilise la niveleuse qui facilite ces actions.
- Sondage : est réalisé tout de suite après le décapage, pour la reconnaissance de la nature du sols, appelée reconnaissance géotechnique.
- Déblai : c'est l'ensemble des terres retirées du sol lors des divers travaux de terrassement.

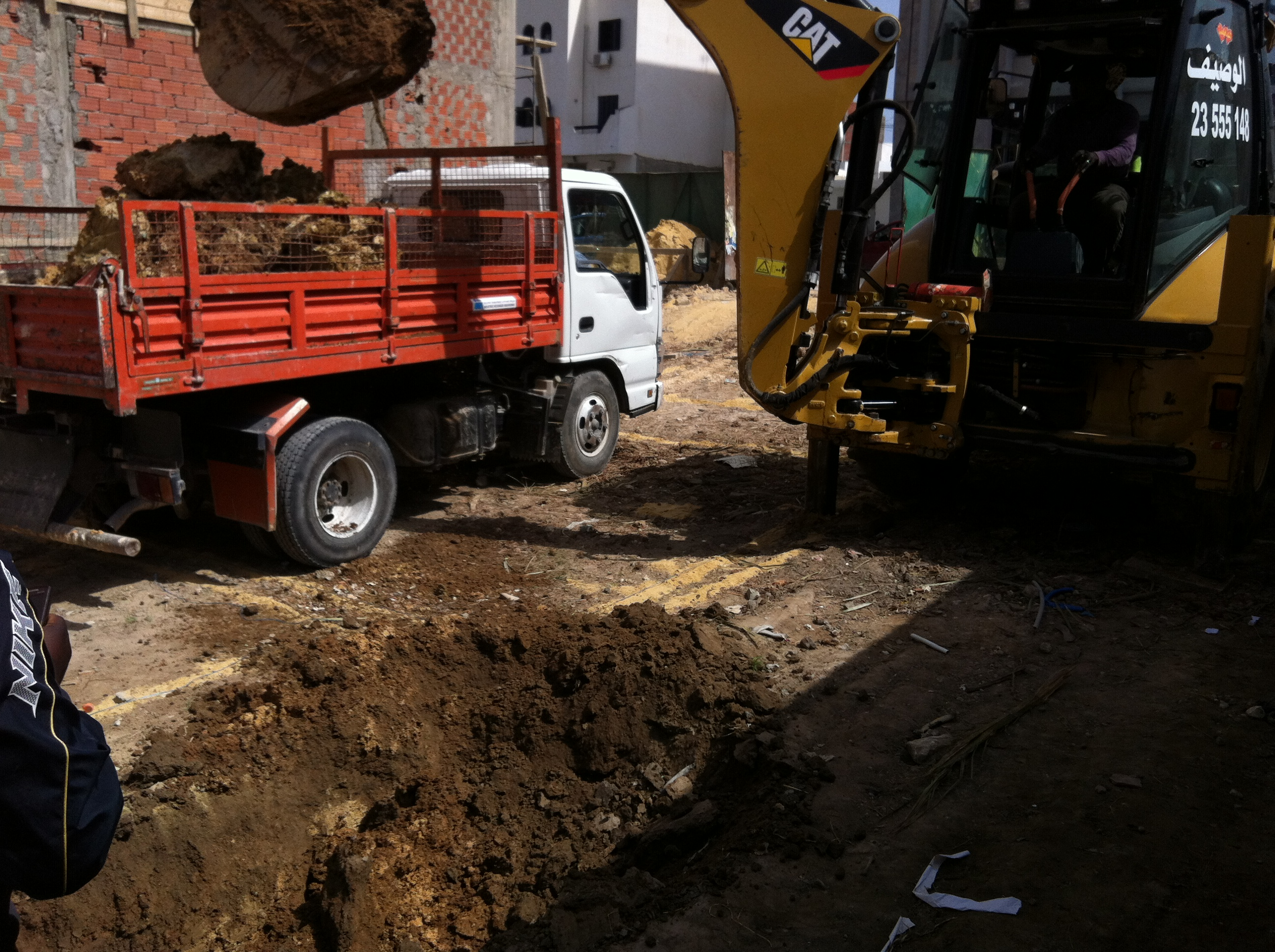
Remplissage des déblais dans un camion

- Remblai : c'est la quantité des terres rapportées sur le terrain pour combler une cavité ou pour créer une plate-forme.

Au cours de ces opérations le phénomène de foisonnement des terres est observé : on dit que la terre foisonne si la quantité de terre extraite des fouilles occupe un volume plus grand que quand elle était en place. Le foisonnement de terre est le rapport entre les volumes après et avant la réalisation des fouilles.

## Principes généraux d'exécution des fouilles
Lors de l'exécution des fouilles, il faut se garantir contre les éboulements de terres en étayant convenablement celles-ci. La hauteur, pouvant être laissée à pic, est d'autant plus grande, que la cohésion de terre est forte. Si on peut faire usage d'étais pour des fouilles importantes, on coupe les terres suivant leur talus naturel, angle que fait la terre avec l'horizontal quand elle s'éboule librement.
L'angle du talus débute à la cote du terrassement pleine masse, pour finir au niveau du Terrain Naturel (ou niveau TN- épaisseur terre végétale.

Dans les fouilles importantes, on laisse parfois une partie de terre servant de témoin et permettant, au besoin, de rétablir l'ancienne configuration du sol. Les fonds de fouilles doivent être dressés horizontalement, on peut être amené à prévoir une pente de 2 à 5 % pour l'évacuation des eaux de ruissellement.

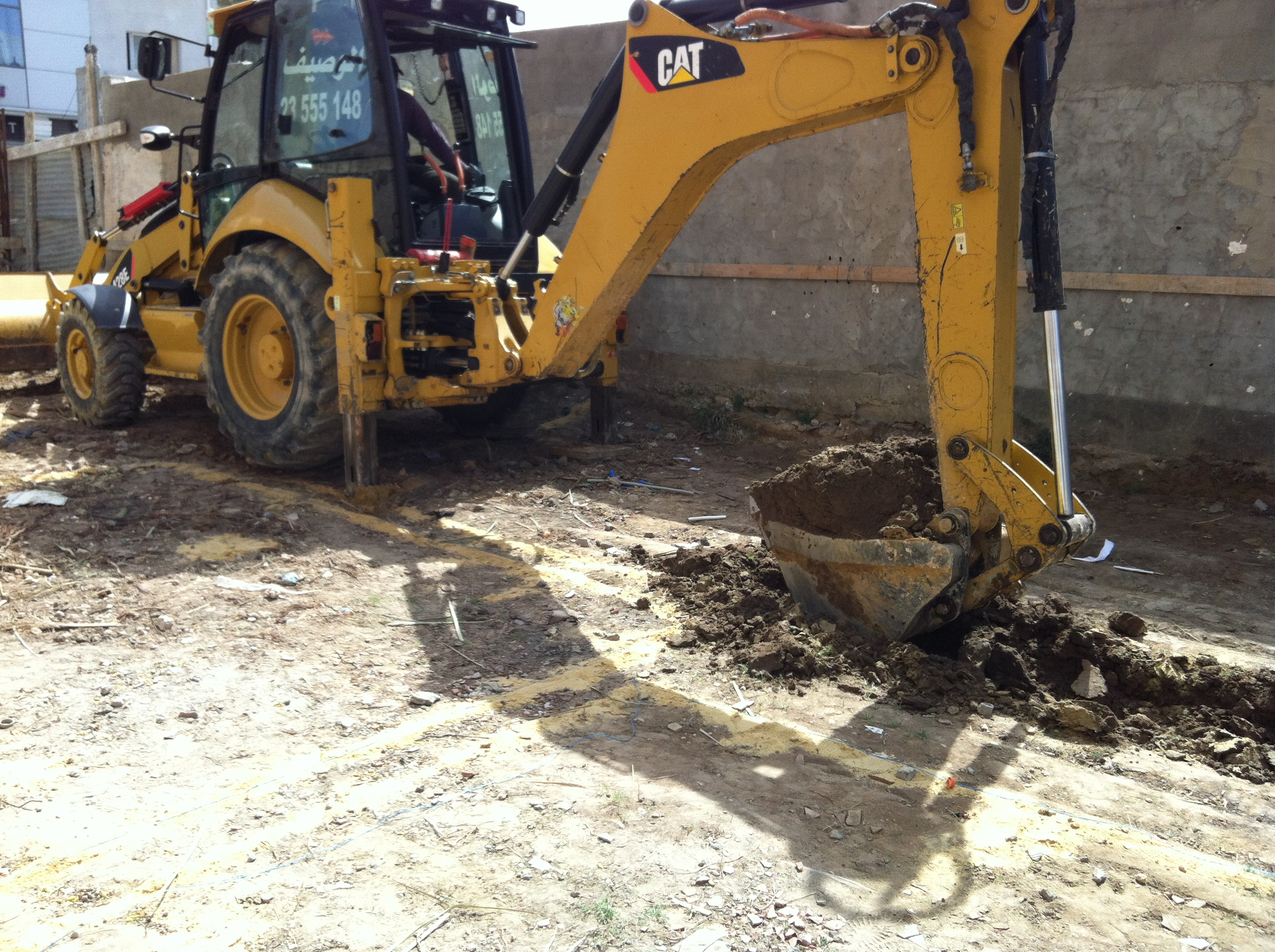
Exécution de la fouille

## Engin mécanique de fouille
Généralement on utilise la pelle mécanique, qui comporte une flèche articulée à l'extrémité du châssis roulant. Sur cette flèche est articulé un bras qui porte à son extrémité, une pelle mobile. Cette dernière charge elle-même la terre à évacuer sur les camions.

## Étaiement et blindage
En fonction de la nature du terrain on peut déterminer l'étaiement et le blindage des fouilles, l'étaiement et le blindage doivent tenir compte de la profondeur des fouilles (le blindage est obligatoire à partir de 1,3 m de profondeur) et des surcharges susceptibles d'exister en crête de ces dernières 
(présence d'immeubles voisins et de voies de communication, stationnement et circulation d'engins mécaniques, dépôt de matériaux).
Les étais transmettant les efforts doivent reposer sur des surfaces d'appui par l'intermédiaire de semelles de répartition bien ancrées pour éviter tout glissement ou enfoncement et toutes dispositions utiles doivent être prises si le flambement des pièces est à craindre.

## Eau dans la fouille
Lors de l'exécution des fouilles on peut rencontrer de l'eau. Cette eau a plusieurs origines :
- Eaux de ruissellement : sont les eaux provenant des précipitations naturelles telles que pluie, neige, grêle. La crête de la fouille est ceinturée par des rigoles recueillant les eaux de ruissellement extérieures et les évacuant à une distance convenable des fouilles.
- Nappe phréatique : sont les eaux souterraines stagnantes, en une quantité plus au moins grande, dont l'écoulement est arrêté par des couches imperméables.

Les sources caractérisées, ou même les simples filets d'eau, sont captés ou détournés dès leur débouché. Les dispositions prises à cet effet ne doivent entraîner ni érosion ni affaissement du sol.

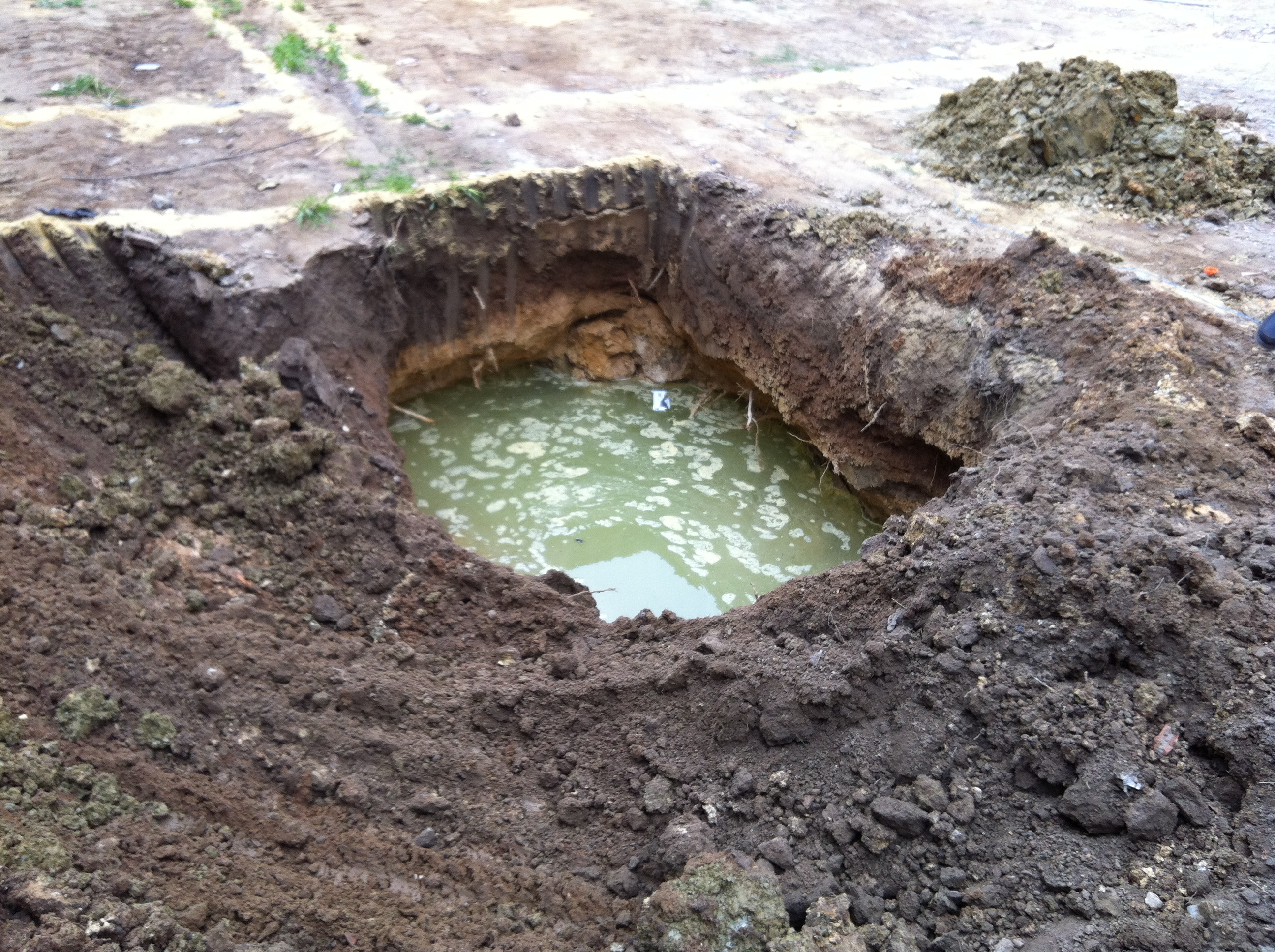
Présence d'une nappe phréatique dans une fouille

Parfois le niveau de la nappe phréatique est plus haut que le niveau fini de la fouille, dans ce cas et sans précaution les fouilles seraient noyées, il est nécessaire de se débarrasser de l'eau ; on procède au pompage d'eau de la fouille. Plusieurs techniques existent et sont employées, selon la configuration du chantier on peut utiliser une pompe pour faire sortir cette quantité d'eau et utiliser des palplanches étanches.